# Röntgenzeichen
Röntgenzeichen, englisch radiological signs oder auch signs in imaging sind typische, teilweise pathognomonische Abweichungen vom Normalbefund eines Röntgenbildes (bzw. in einem anderen bildgebenden Verfahren), die auf eine bestimmte Erkrankung hinweisen.
Röntgenzeichen sind in der klinischen Befundung eine wertvolle Hilfe und didaktisch nützlich. Die meisten Röntgenzeichen sind so typisch, dass sie gemeinsam mit den klinischen Befunden eine Diagnose beweisen.

## Beispiele
- (Aero)Bronchopneumogramm, positives: In einer infiltrierten Lunge (in der Regel bei einer Lungenentzündung) zeichnen sich die luftgefüllten Bronchien auf der Röntgenaufnahme des Brustkorbes dunkel auf der infiltrierten, hellen Lunge ab.
- Cheerio-Zeichen: In der Computertomographie der Lunge stellt sich eine Wandverdickung des bronchoalveolären Systems wie die Frühstücksflocken „Cheerios“ dar und wird deswegen Cheerio-Zeichen genannt. Ursächlich können sowohl bösartige Tumoren als auch entzündliche Erkrankungen sein.
- Chilaiditi-Zeichen: Auf dem Röntgenbild ist ein Dickdarmanteil zwischen Zwerchfell und Leber zu sehen. Das kann auf ein krankhaftes Chilaiditi-Syndrom deuten, aber auch Zufallsbefund in 0,1–0,25 % aller Thoraxübersichtsaufnahmen sein. Prädisponierende Faktoren dieser Situation sind ein fehlendes Ligamentum falciforme oder Ligamentum suspensorium des Colon transversum, chronische Obstipation oder Bettlägerigkeit des Patienten.
- Double-Bubble-Sign: Bei der angeborenen Duodenalatresie finden sich auf dem Röntgenbild des Neugeborenen zwei Luftblasen im Oberbauch: Eine im Magen, die andere im Zwölffingerdarm, während der übrige Darm luftfrei ist.
- Fallen-Fragment-Sign: Ein herabgefallenes Knochenfragment innerhalb einer Knochenzyste ist ein Hinweis dafür, dass es sich um eine juvenile Knochenzyste handelt.
- Fat-pad-sign (Fettpolsterzeichen): Darstellung von anatomischen Fettpolstern an Gelenken als Aufhellungsband. Eine Verlagerung des Polsters durch Gelenkerguss deutet auf eine Fraktur hin.
- Irisblendenphänomen: Das Leberhämangiom zeigt bei i.v. Kontrastmittelgabe im CT eine hyperdense Anreicherung von peripher nach zentral. Im nativ CT erscheint die Raumforderung iso- oder hypodens.
- Jet-Phänomen: Röntgen- und Ultraschalluntersuchungen zeigen einen dünnen Flüssigkeitsstrahl hinter einer Engstelle; z. B. bei einer Verengung des Blasenhalses erzeugt das in die Harnröhre eingespritzte Kontrastmittel (retrograde Urethrographie) einen Jet in die Harnblase hinein.
- Kerley-Linien sind charakteristische Linien im Röntgenbild der Lunge, die auf eine Herzinsuffizienz hinweisen.
- Korbhenkelphänomen: in der Zystographie eine henkelförmige Anhebung der in die Harnblase einmündenden Harnleiter, wenn eine vergrößerte Prostata den Blasenboden nach oben drückt.
- Metaphysäre Kantenabsprengungen: Knochenausrisse an den Insertionen der Gelenkkapseln durch Zug- und Scherkräfte; beim Säugling und Kleinkind hinweisend auf eine Kindesmisshandlung.
- Pencil-in-cup-Zeichen: („Bleistift in der Tasse“) Eine für die Arthritis psoriatica typische Deformierung der Fingergelenke.

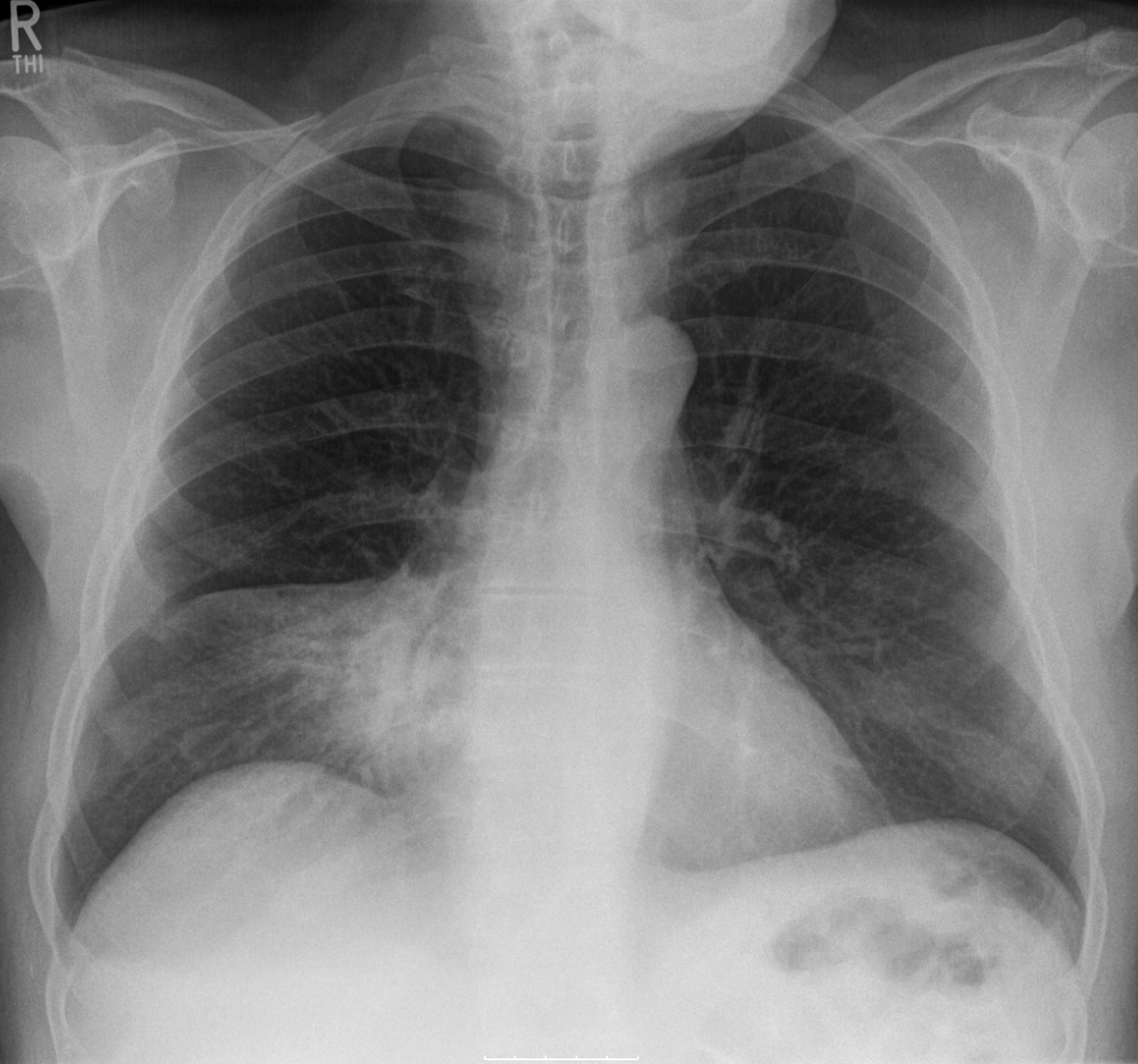
Silhouettenphänomen im Thorax-Röntgenbild: Bei einer Pneumonie im Mittellappen ist die Herzkontur gegen das Infiltrat nicht mehr abgrenzbar

- Scimitar-Zeichen: Glatte, bogige Kontrastmittelaussparung in der Angiographie bei Zystischer Adventitiadegeneration
- Silhouettenphänomen: Lungenverdichtungen, die vorne liegen, lösen visuell die Herzkontur auf, während hinten liegende Infiltrate die Herzkontur scharf erkennbar lassen. So kann auch ohne seitliche Aufnahme zwischen einer Mittellappenpneumonie (vorne) und einer Unterlappenpneumonie (hinten) unterschieden werden.
- Sternenhimmelphänomen: In der Sonographie zahllose echoreiche Pünktchen im Hoden, verursacht durch Mikrokalzifizierung des Hodengewebes (Mikrolithiasis testis), evtl. Ausdruck eines Tumors.
- Twinkle-Sign: Zum Nachweis von Nierensteinen. Entdeckt man bei der Sonographie der Nieren einen Nierenstein und schaltet den Farbdoppler hinzu, entsteht ein „funkelndes“ Artefakt, das „Twinkle-Sign“.
- Vakuumphänomen: Auf der Röntgenaufnahme erkennbares Gas in einer defekten Bandscheibe; auch durch Zug an Gelenken. Wird häufig in der Kinderradiologie beobachtet bei der Röntgenaufnahme des Brustkorbs in hängender Position.

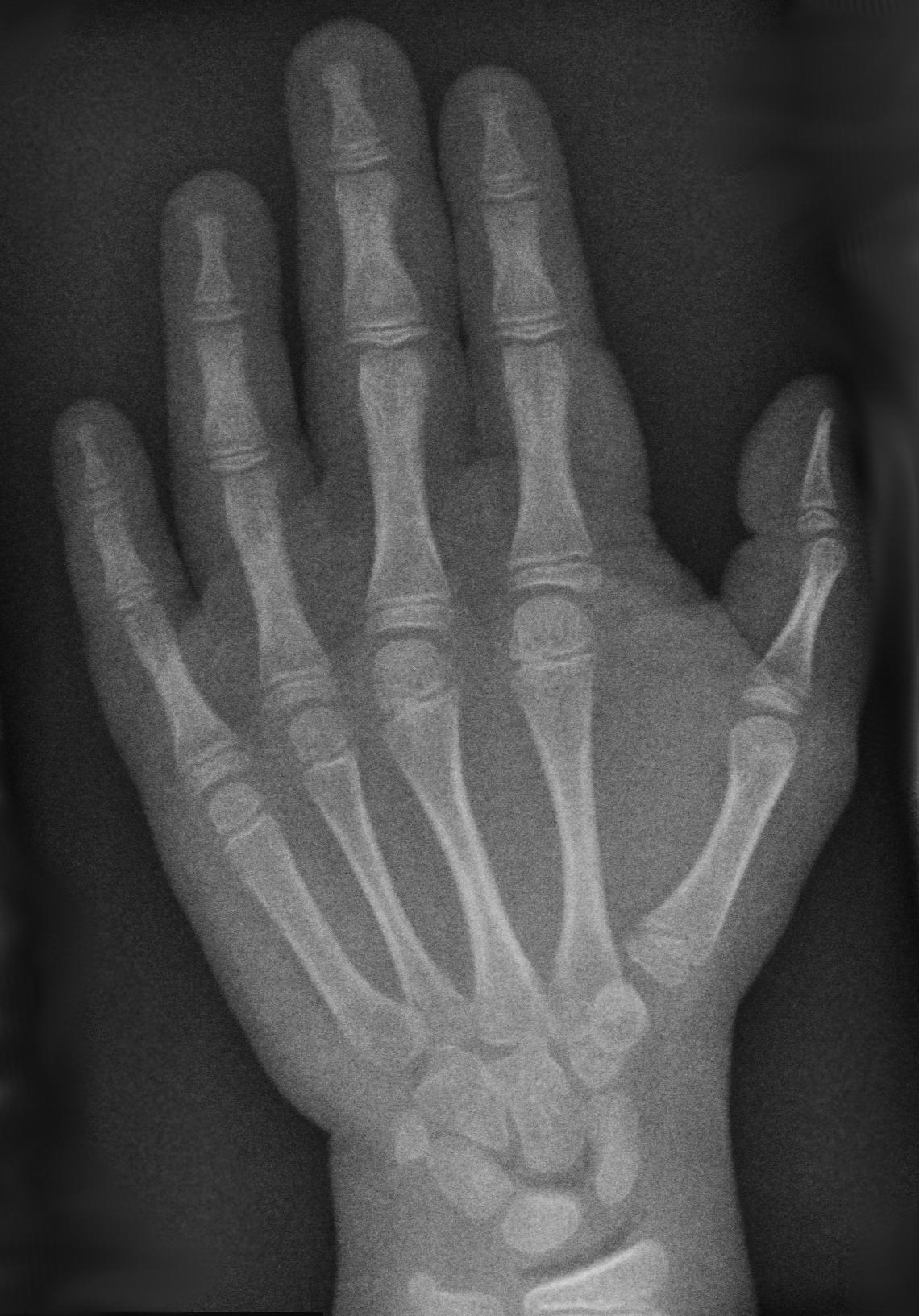
Zwei Vakuumphänomene im Handgelenk